# Shirley Scott
Shirley Scott (14. března 1934 Filadelfie – 10. března 2002 tamtéž) byla americká varhanice. Ve druhé polovině padesátých let vystupovala se saxofonistou Eddiem „Lockjaw“ Davisem. V roce 1960 se provdala za saxofonistu Stanleyho Turrentinea, se kterým řadu let i spolupracovala jako hudebnice.
Své první album nazvané Great Scott! vydala v roce 1958 na značce Prestige Records. Během své kariéry spolupracovala i s dalšími hudebníky, mezi které patří Kenny Burrell, Al Grey, Jimmy Cleveland, Ernie Royal, Joe Newman, Jimmy Cobb nebo Thad Jones.
Zemřela na srdeční onemocnění ve věku sedmašedesáti let.

## Diskografie

### Jako leader
- 1958: Great Scott! (Prestige Records)
- 1958: Scottie (Prestige Records)
- 1959: Scottie Plays the Duke (Prestige Records)
- 1959: Soul Searching (Prestige Records)
- 1958–60: Shirley's Sounds (Prestige Records) - vydáno 1961
- 1958–60: The Shirley Scott Trio (Moodsville)
- 1960: Soul Sister (Prestige Records) - S Lem Winchesterem; vydáno 1966
- 1960: Mucho, Mucho (Prestige Records) - s The Latin Jazz Quintet
- 1960: Like Cozy (Moodsville) - vydáno 1962
- 1961: Satin Doll (Prestige Records) - vydáno 1963
- 1958–61: Workin' (Prestige Records) - vydáno 1967
- 1960–61: Stompin' (Prestige Records) - vydáno 1967
- 1961: Hip Soul (Prestige Records) - se Stanley Turrentinem
- 1961: Blue Seven (Prestige Records) - s Oliverem Nelsonem, Joe Newmanem; vydáno 1966
- 1961: Hip Twist (Prestige Records) - se Stanley Turrentinem
- 1961: Shirley Scott Plays Horace Silver (Prestige Records)
- 1962: Happy Talk (Prestige Records) - also vydáno as Sweet Soul in 1965.
- 1963: The Soul Is Willing (Prestige Records) - se Stanley Turrentinem
- 1963: Drag 'em Out (Prestige Records)
- 1963: For Members Only (Impulse!) - s Oliverem Nelsonem
- 1963: Soul Shoutin' (Prestige Records) - se Stanley Turrentinem
- 1964: Travelin' Light (Prestige Records) - s Kennym Burrellem
- 1958–64: Now's the Time (Prestige Records) - vydáno 1967
- 1964: Blue Flames (album) (Prestige Records) - s Stanley Turrentine
- 1964: Great Scott!! (Impulse Records) - s Oliver Nelson
- 1964: Everybody Loves a Lover (Impulse Records) - s Stanley Turrentinem
- 1964: Queen of the Organ [live] (Impulse Records) - s Stanley Turrentinem
- 1965: Latin Shadows (Impulse Records) - s Gary McFarlandem
- 1966: On a Clear Day (Impulse Records)
- 1966: Roll 'Em: Shirley Scott Plays the Big Bands (Impulse Records) - s Oliverem Nelsonem
- 1966: Soul Duo (Impulse Records) - s Clarkem Terrym
- 1967: Girl Talk (Impulse Records)
- 1968: Soul Song (Atlantic Records) - se Stanley Turrentine
- 1969: Shirley Scott & the Soul Saxes (Atlantic Records) - s Kingem Curtisem, Hankem Crawfordem, Davidem "Fathead" Newmanem
- 1970: Something (Atlantic Records)
- 1971: Mystical Lady (Cadet Records)
- 1972: Lean on Me (Cadet Records)
- 1973: Superstition (Cadet Records) - s Richardem Evansem
- 1974: One for Me (Stata East) - s Haroldem Vickem, Billym Higginsem
- 1978: The Great Live Sessions (ABC/Impulse!) [2LP] - se Stanleyem Turrentinem; nahráno 1964
- 1989: Oasis (Muse Records)
- 1991: Great Scott! (Muse Records)
- 1991: Blues Everywhere (Candid Records)
- 1991: Skylark (Candid Records)
- 1992: A Walkin' Thing (Candid) - s Terellem Staffordem, Timem Warfieldem [3]

### Jako spoluhráč
Se Stanley Turrentinem
- 1961: Dearly Beloved (Blue Note Records)
- 1963: Never Let Me Go (Blue Note Records)
- 1963: A Chip Off the Old Block (Blue Note Records)
- 1964: Hustlin' (Blue Note Records)
- 1966: Let It Go (Impulse Records)
- 1968: Common Touch (Blue Note Records)

S Mildred Andersonem
- 1960: Person to Person (Bluesville)

S Eddiem "Lockjaw" Davisem
- 1956–57: Jazz With A Beat (King Records)
- 1957: Count Basie Presents Eddie Davis Trio + Joe Newman (Roulette Records)
- 1958: Eddie Davis Trio Featuring Shirley Scott, Organ (Roulette Records)
- 1958: The Eddie Davis Trio Featuring Shirley Scott, Organ (Roost Records)
- 1958: The Eddie "Lockjaw" Davis Cookbook, Vol. 1 (Prestige Records)
- 1958: Jaws (Prestige Records)
- 1958: The Eddie "Lockjaw" Davis Cookbook, Vol. 2 (Prestige Records)
- 1959: Very Saxy (Prestige Records) - s Buddym Tatem, Colemanem Hawkinsem, Arnettem Cobbem
- 1959: Jaws in Orbit (Prestige Records)
- 1959: Bacalao (Prestige Records)
- 1960: Eddie "Lockjaw" Davis with Shirley Scott (Moodsville)
- 1961: The Eddie "Lockjaw" Davis Cookbook Volume 3 (Prestige Records) - nahráno 1958
- 1963: Misty (Moodsville) - nahráno 1959–60
- 1964: Smokin' (Prestige Records) - nahráno 1958

S Jimmy Forrestem
- 1978: Heart of the Forrest (Palo Alto)

S Al Greyem
- 1977: Al Grey Jazz All Stars: Travelers Lounge Live (Travelers)
- 1979: Al Grey/Jimmy Forrest Quintet: Live at Rick's (Aviva)

S Joe Newmanem
- 1958: Soft Swingin' Jazz (Coral)

S Alem Smithem
- 1959: Hear My Blues (Bluesville)